# West Normanby River
Der West Normanby River ist ein Fluss im Norden des australischen Bundesstaates Queensland, in der Region Far North Queensland auf der Kap-York-Halbinsel.

## Geographie

### Flusslauf
Der Fluss entspringt in den Atherton Tablelands im Westen des Daintree-Nationalparks, eines Teils der Great Dividing Range, rund 80 Kilometer südwestlich von Cooktown. Er fließt nach Norden und bildet ungefähr fünf Kilometer westlich des Mount Macdonald zusammen mit dem East Normanby River den Normanby River.

### Nebenflüsse mit Mündungshöhen
Der West Normanby River hat folgende Nebenflüsse:
- Granite Normanby River – 150 m
- Plum Creek – 149 m
- Tableland Creek – 138 m
- Leichhardt Creek – 125 m

## Namensherkunft
Wie der Hauptfluss, ist auch der West Normanby River nach dem Marquess of Normanby, von 1871 bis 1874 Gouverneur von Queensland, benannt.